# Banghwa (métro de Séoul)
Banghwa (en coréen : 방화역) est la station terminus ouest la ligne 5 du métro de Séoul. Elle est située au 410, Banghwaje 3-dong, dans l'arrondissement Gangseo-gu à Séoul en Corée du Sud.
Ouverte en 1996, Elle est desservie par les rames omnibus de la ligne 5.

## Situation sur le réseau

Plan du réseau du métro de Séoul (2023).

La station en souterrain Banghwa est la station terminus ouest de la ligne 5 du métro de Séoul : elle est située avant la station Gaehwasanl, 
en direction des terminus des deux branches de l'extrémité est, Hanam Geomdansan ou Macheon.

## Histoire
La station Banghwa est mise en service le 20 mars 1996, lors de l'ouverture à l'exploitation de la section de Banghwa, le terminus ouest, à Kkachisan.

## Services aux voyageurs

### Accès et accueil
Établie sous la Geummnanghwa-ro au 410, Banghwaje 3-dong la station souterraine dispose de quatre accès (no 1 à 4) et deux niveaux en sous-sol. Le premier accueille la billetterie et permet d'accéder au niveau le plus bas où se situe les trois voies et les deux quais (central) 1-2 et 3-4. Le service s'effectue principalement sur les quais 1 et 3.

### Desserte
Banghwa est desservie par les rames omnibus qui vont ou viennent de l'un des deux terminus de branche : Hanam Geomdansan ou Macheon

Installations
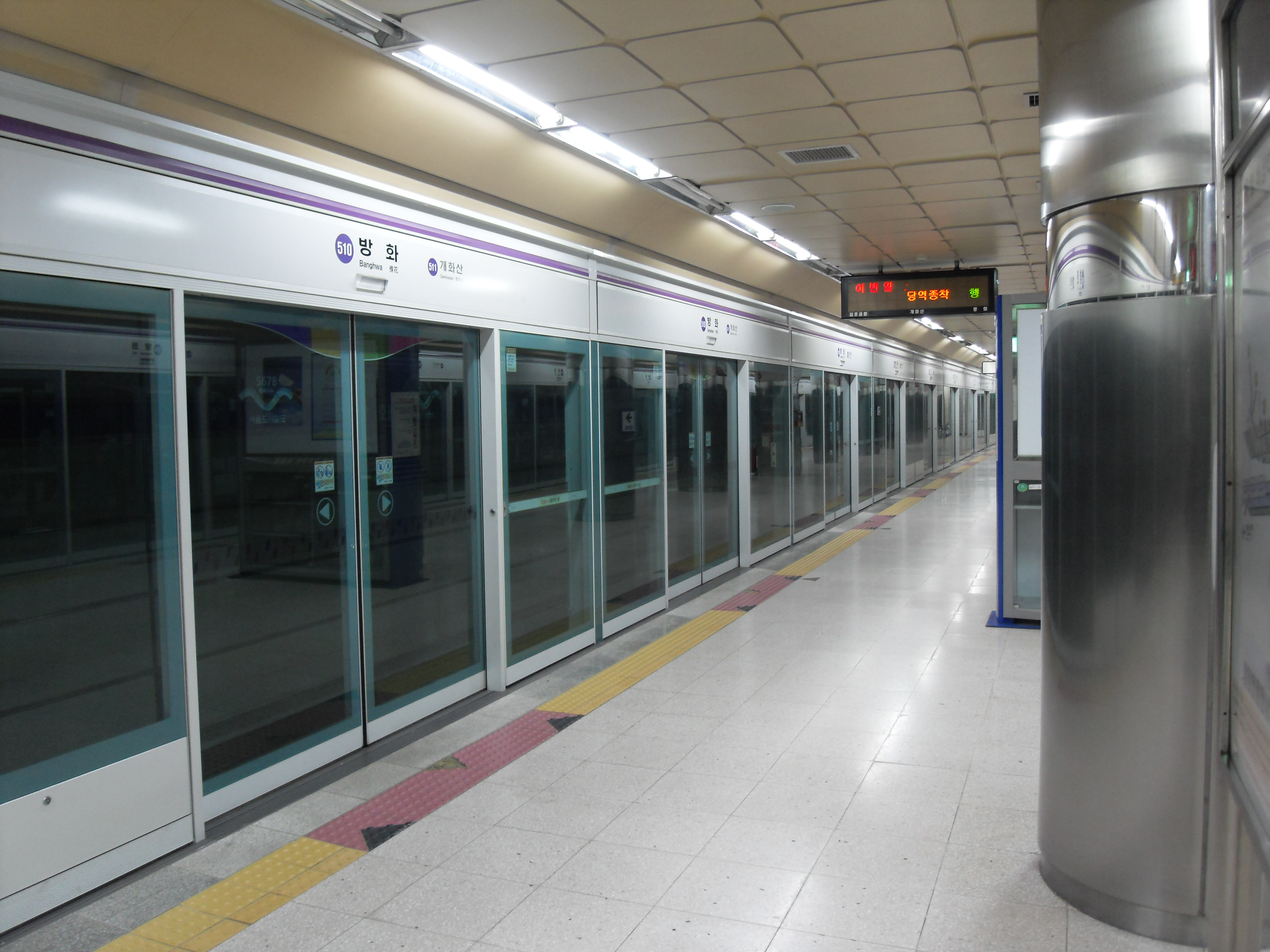
En 2009.
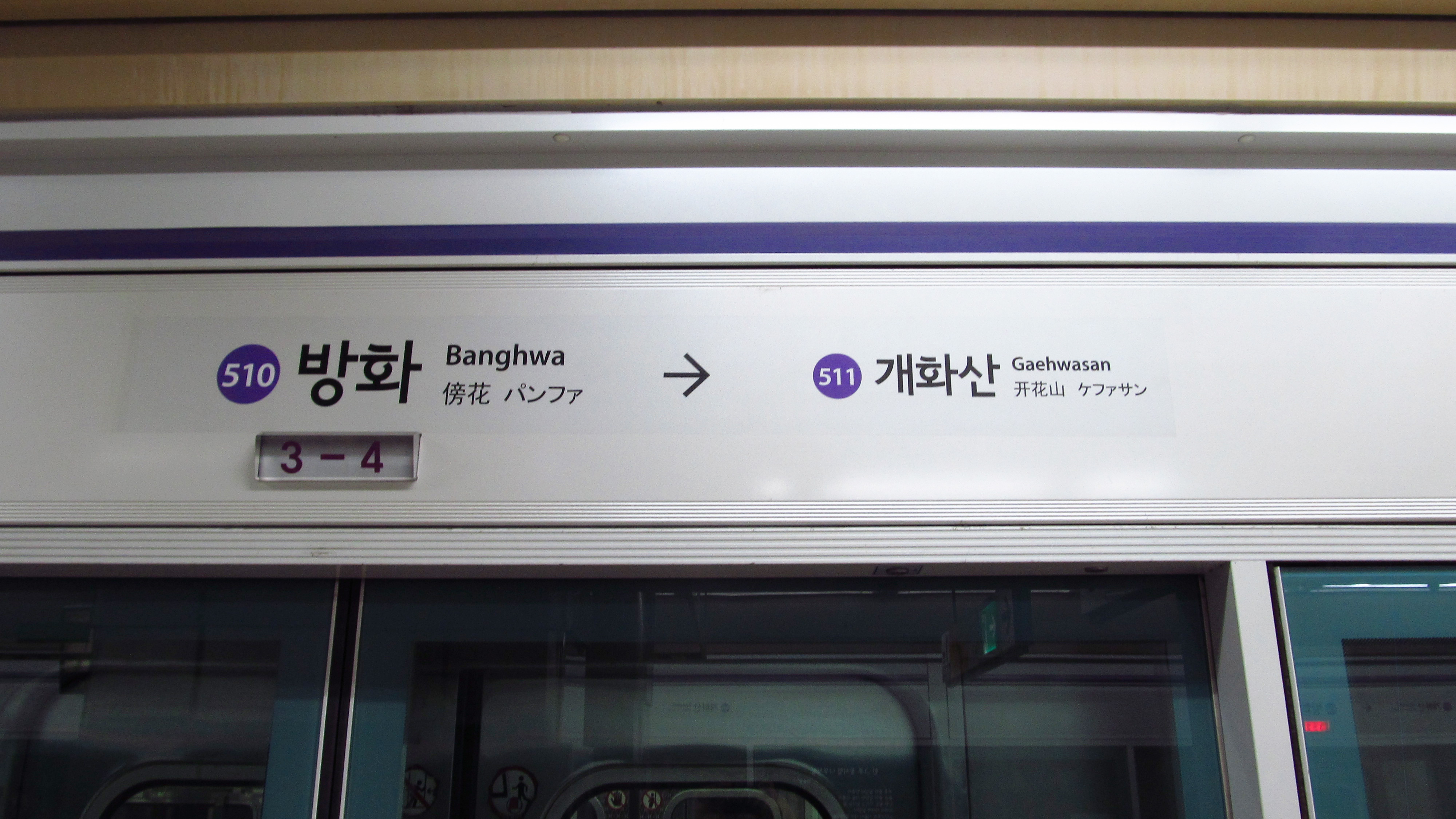
En 2018.
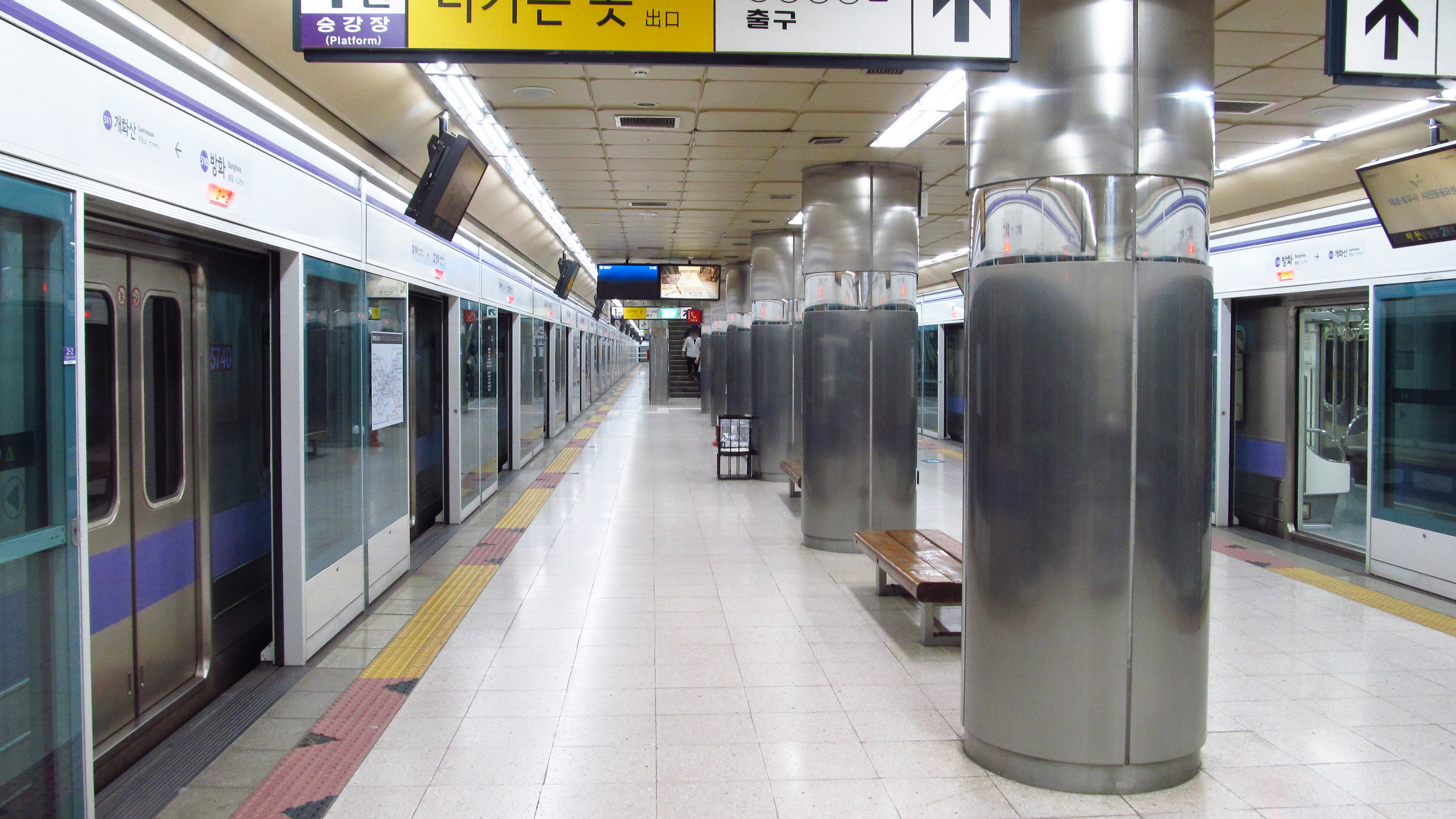
En 2018.

### Intermodalité
Des arrêts de bus sont situés à proximité.